# Roger Guyett
Roger J. Guyett (* 1961 in Aldershot, Großbritannien) ist ein VFX Supervisor, der 2005, 2010, 2014, 2016 und 2020 für den Oscar in der Kategorie Beste visuelle Effekte nominiert wurde.

## Leben
Er wuchs in Großbritannien auf und arbeitete zu Beginn seiner Karriere in London in der Postproduktion von Werbespots und Fernsehsendungen. Danach zog er nach Kalifornien und begann bei Pacific Data Images zu arbeiten, das inzwischen zu Dreamworks gehört. 1994 wechselte er zu Industrial Light & Magic, wo sein erstes Projekt die Animation des Geistes Casper in dem Film Casper war. In den darauffolgenden Jahren folgten Filme wie DragonHeart, Der Soldat James Ryan, Harry Potter und der Stein der Weisen und Tränen der Sonne. Für Harry Potter und der Gefangene von Askaban erhielt er seine erste Nominierung für den Oscar in der Kategorie Beste visuelle Effekte.
2005 war er VFX Supervisor und Darsteller in einer Nebenrolle beim Science-Fiction-Film Star Wars: Episode III – Die Rache der Sith. Für den Film Star Trek, für den er als VFX Supervisor und Second-Unit-Regisseur tätig war, wurde er 2010 ein zweites Mal für den Oscar in der Kategorie Beste visuelle Effekte nominiert.
Seine dritte Oscar-Nominierung erhielt er 2014 für Star Trek Into Darkness. Auch bei Star Wars: Das Erwachen der Macht (2015) war Guyett für die visuellen Effekte verantwortlich, was ihm seine vierte Oscar-Nominierung einbrachte. Eine fünfte Nominierung gab es für Star Wars: Der Aufstieg Skywalkers (2019).

## Filmografie
- 1993: Vier Dinos in New York (We're Back! A Dinosaur's Story)
- 1995: Casper
- 1996: Mars Attacks!
- 1996: DragonHeart
- 1996: Twister
- 1997: Speed 2: Cruise Control
- 1998: Reach the Rock
- 1998: Der Soldat James Ryan (Saving Private Ryan)
- 2000: Die Abenteuer von Rocky und Bullwinkle (The Adventures of Rocky & Bullwinkle)
- 2001: Harry Potter und der Stein der Weisen (Harry Potter and the Sorcerer's Stone)
- 2001: Sweet November - Eine Liebe im Herbst (Sweet November)
- 2003: Timeline
- 2003: Tränen der Sonne (Tears of the Sun)
- 2004: Harry Potter und der Gefangene von Askaban (Harry Potter and the Prisoner of Azkaban)
- 2005: Rent
- 2005: Star Wars: Episode III – Die Rache der Sith (Star Wars: Episode III - Revenge of the Sith)
- 2005: Amityville Horror – Eine wahre Geschichte (The Amityville Horror)
- 2006: Pirates of the Caribbean – Fluch der Karibik 2 (Pirates of the Caribbean: Dead Man's Chest)
- 2006: Mission: Impossible III
- 2007: Pirates of the Caribbean – Am Ende der Welt (Pirates of the Caribbean: At World's End)
- 2009: Star Trek
- 2011: Cowboys & Aliens
- 2015: Star Wars: Das Erwachen der Macht (Star Wars: The Force Awakens)
- 2019: Star Wars: Der Aufstieg Skywalkers (Star Wars: The Rise of Skywalker)